# Temporada de furacões no Atlântico de 1893
A temporada de furacões no oceano Atlântico de 1893 durou o verão e a primeira metade do outono de 1893. A temporada de 1893 foi bastante ativa, com 12 tempestades tropicais formados, 10 das quais se tornaram furacões. Destes, cinco tornaram-se grandes furacões. Esta temporada provou ser muito mortal, com dois furacões diferentes, cada um causando mais de 2.000 mortes nos Estados Unidos; na época, a temporada foi a mais mortal da história dos Estados Unidos. Também houve relatos de várias fatalidades nos Açores, ficando registado como uma das temporadas de furacões mais mortais nesse arquipélago. A temporada foi uma das duas registadas a ver quatro furacões no Atlântico ativos simultaneamente, junto com a temporada de furacões no oceano Atlântico de 1998. Além disso, 15 de agosto de 1893 foi uma de apenas duas ocorrências desde o advento da manutenção de registos modernos que três tempestades se formaram no mesmo dia (Furacões Quatro, Cinco e Seis ), a outra sendo 18 de setembro de 2020, com Wilfred, Alpha, e Beta.

## Sistemas

### Furacão Um
Observações de navios indicaram a presença de tempestade tropical na Baía de Campeche em 12 de julho.  A tempestade moveu-se para nordeste através do Golfo do México e se intensificou em uma forte tempestade tropical. Por volta das 23:00 UTC em 15 de julho, o sistema atingiu a costa sudoeste de Perry, Flórida, com ventos de 110 km/h (70 mph). O ciclone enfraqueceu um pouco enquanto se movia sobre a Flórida e porções costeiras da Geórgia e das Carolinas. Depois de emergir no Atlântico perto da divisão entre os estados da Carolina do Norte – Virgínia no início de 17 de julho, a tempestade aumentou, atingindo a intensidade do furacão mais tarde naquele dia.  Em 19 de julho, um navio localizado nas proximidades da tempestade registou uma pressão barométrica em torno de 999 mbar (29.5 inHg) - o mais baixo em relação ao ciclone.  No entanto, o sistema então perdeu características tropicais e fez a transição para um ciclone extratropical cerca de 155 mi (249 km) ao sul de São Pedro e Miquelão às 00:00 UTC em 20 de julho.
Vários locais no sudeste dos Estados Unidos observaram ventos com força de tempestade tropical, com a velocidade do vento sustentada mais forte registada sendo 56 mph (90 km/h) em Charleston, South Carolina.

### Furacão Dois
As observações desta tempestade começaram já em 4 de julho no sudoeste do Mar do Caribe,  com um navio encontrando o ciclone a cerca de 130 mi (210 km) ao norte-nordeste de Colón, Panamá. O sistema se intensificou continuamente enquanto se movia para noroeste, tornando-se um furacão por volta das 12:00 UTC no dia seguinte. Cerca de seis horas depois, a tempestade se intensificou em uma furacão categoria 2 e culminou com ventos de 160 km/h (100 mph). O furacão então atingiu a costa perto da fronteira Nicarágua – Honduras. O ciclone enfraqueceu de volta a uma categoria 1 antes de ressurgir no Caribe, na costa norte de Honduras, no início de 6 de julho. Continuando a noroeste, o sistema se fortaleceu ligeiramente, atingindo ventos de 140 km/h (90 mph) antes de fazer landfall no norte de Belize por volta das 00:00 UTC em 7 de julho. O ciclone enfraqueceu rapidamente na Península de Iucatã e se dissipou próximo à costa de Tabasco, várias horas depois.
A tempestade afundou vários navios, incluindo muitos vapores carregados de frutas em Honduras. Cerca de 6.000 cachos de bananas aguardando embarque foram levados pela água em Bonito, enquanto as plantações de frutas também sofreram grandes danos. Várias casas em Roatán também foram gravemente danificadas.  O furacão teria causado grande perda de vidas.  Foi rastreado paleotempestologicamente em sedimentos perto de Gales Point em Belize.

### Furacão Três
Furacão de San Roque de 1893
A terceira tempestade da temporada se formou em 13 de agosto, a leste das Pequenas Antilhas. Ele se fortaleceu continuamente até se tornar um furacão enquanto se movia sobre as Pequenas Antilhas. Ao se aproximar de Porto Rico em 16 de agosto, seus ventos aumentaram para o status de um grande furacão antes do landfall em Patillas. Cruzou a ilha e saiu perto de Isabela.  Houve fortes chuvas na ilha de Porto Rico e danos às lavouras agrícolas, principalmente ao café. Em San Juan 2.36 centímetros de chuva foram relatados.  O olho permaneceu em Porto Rico por um período de sete horas. A leitura da pressão barométrica mais baixa registada em San Juan foi 29,17 polegadas. Quatro mortes foram relatadas. Este foi o primeiro furacão em Porto Rico, onde bandeiras foram usadas para alertar o público sobre o perigo de um furacão se aproximando; eles voaram de edifícios do governo.
Embora o landfall tenha enfraquecido a tempestade, ela recuperou o status de grande furacão ao se aproximar das Bahamas. Em seguida, fez uma nova curva para o norte e, em 22 de agosto, atingiu a baía de St. Margaret's perto de Halifax, Nova Escócia, como uma categoria não tropical 1. A tempestade era conhecida na Nova Escócia como "o segundo Grande vendaval de agosto" e ceifou 25 vidas, incluindo o naufrágio dos navios "Dorcas" e "Etta Stewart".
Este furacão foi um dos quatro furacões ativos em 22 de agosto.

### Furacão Quatro
Furacão de Nova Iorque de 1893
A quarta tempestade da temporada começou a sua vida no Atlântico Tropical Central em 15 de agosto. A tempestade moveu-se para oeste-noroeste durante a primeira semana de sua vida, enquanto se fortalecia no caminho. Ao atingir a força da categoria 3, moveu-se mais para noroeste. As águas mais frias enfraqueceram a tempestade, mas ela conseguiu atingir a cidade de Nova York diretamente como um furacão de 137 km / h. Foi um dos dois únicos furacões que atingiram diretamente Nova York ao longo do século 19, sendo o outro o furacão de 1821 em Norfolk e Long Island. Esta tempestade foi um dos quatro furacões ativos em 22 de agosto.

### Furacão Cinco
A 5ª tempestade da temporada começou a leste das Bermudas em 15 de agosto. Depois de se mover para o noroeste por um dia, mudou-se para o nordeste e se fortaleceu para um furacão de categoria 2. A tempestade cruzou a Ilha Sable no pico de intensidade, antes de atingir a Península de Burin na Terra Nova em 18 de agosto como um furacão de 145 km/h, e se dissipou no dia seguinte.

### Furacão Seis
A 6ª tempestade da temporada formou-se perto de Cabo Verde em 15 de agosto. A tempestade moveu-se geralmente para o oeste durante os primeiros 11 dias, durante os quais se intensificou para um furacão de categoria 3. Ao se aproximar das Bahamas, moveu-se mais para noroeste, paralelamente à costa da Flórida. A tempestade desembarcou perto de Savannah, Geórgia, e foi responsável pela morte de 2.000 pessoas quando a tempestade submergiu as ilhas barreira da Carolina do Sul. Ele moveu-se para o nordeste e passou por uma transição extratropical em 31 de agosto. Este furacão foi um dos quatro furacões ativos em 22 de agosto.

### Furacão Sete
A 7ª tempestade da temporada formou-se perto das ilhas de Cabo Verde em 20 de agosto. Moveu-se para noroeste, atingindo a força de furacão de categoria 2 em 23 de agosto. O furacão manteve a sua força até 28 de agosto, quando as águas mais frias levaram a tempestade à transição extratropical. Esta tempestade foi um dos quatro furacões ativos no dia 22 de agosto. Este furacão pode ser um dos mais fortes ciclones tropicais que ultrapassou os Açores nos 100 anos anteriores. Causou vítimas e danos significativos nas ilhas do Faial e Terceira que foram posteriormente documentados (M. Lima e J. Agostinho).
Pelo menos cinco mortes foram relatadas.

### Furacão Oito
A oitava tempestade da temporada se formou no oeste do Mar do Caribe em 4 de setembro. Depois de atingir a Península de Iucatã, ela se intensificou no Golfo do México para um furacão de 153 km/h. Atingiu a costa sul da Luisiana em 7 de setembro e se dissipou no nordeste do Alabama.

### Furacão Nove
A 9ª tempestade da temporada formou-se a sudoeste de Cabo Verde em 25 de setembro. Moveu-se para oeste durante os primeiros 8 dias da sua vida mudou-se mais para noroeste. Durante esse tempo fortaleceu-se para um furacão maior, e manteve a intensidade até ao desembarque. Enquanto ultrapassava as Bahamas, moveu-se mais para o norte, e atingiu perto de Myrtle Beach, Carolina do Sul em 13 de outubro com ventos de cerca de 190 km/h (120 mph). Passou depois pela Carolina do Norte e pelas montanhas dos Apalaches, tornando-se extratropical em 14 de outubro. A tempestade causou 28 mortes.
O furacão teve uma energia ciclônica acumulada estimada em 63,5, uma das mais altas de qualquer furacão histórico do Atlântico.
Esta tempestade durou 19,25 dias, tornando-se o décimo ciclone tropical atlântico de maior duração desde que os registos começaram em 1851.

### Furacão Dez
A décima tempestade da temporada começou em 27 de setembro no oeste do Mar do Caribe. Depois de atingir a costa nordeste da Península de Iucatã como um furacão de categoria 2, ele se espalhou pelo Golfo do México. Ao se aproximar da costa sudeste da Luisiana, ele rapidamente se fortaleceu para um furacão de categoria 4 e atingiu o continente em 2 de outubro como um furacão de categoria 4. Ele se moveu pelo Alabama, Geórgia e as Carolinas antes de se dissipar no mar. Esta tempestade foi um dos primeiros furacões a receber oficialmente a designação de Categoria 4 na escala de Saffir-Simpson moderna. O furacão inundou o bayou da Luisiana com uma maré de tempestade de até 5 metros com ondas cavadas acima dele e matou 2.000 pessoas, principalmente por afogamento e causou cerca de US $ 5 milhões (1893 dólares) em danos

### Tempestade tropical Onze
A 11ª tempestade da temporada formou-se logo ao sul da Isla de la Juventud em 20 de outubro. Depois de passar por Cuba, aumentou para uma tempestade de 97 km/h antes de atingir a Península de Delmarva em 23 de outubro.

### Tempestade tropical Doze
A 12ª e última tempestade da temporada formou-se a nordeste das Bahamas em 5 de novembro. A tempestade moveu-se para noroeste, quase atingindo a Carolina do Norte como uma forte tempestade tropical, mas foi para o mar, tornando-se extratropical em 10 de novembro.